# Ernst von Bacmeister

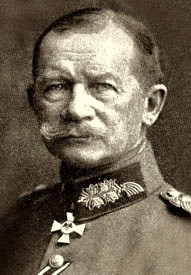
Ernst von Bacmeister

Ernst August Max Bacmeister, seit 1913 von Bacmeister, (* 28. November 1853 in Bielefeld; † 17. Januar 1938 in Bückeburg) war ein preußischer General der Infanterie im Ersten Weltkrieg.

## Leben

### Herkunft
Ernst war der Sohn des preußischen Oberstleutnants Lucas Heinrich Bacmeister (1820–1884) und dessen Ehefrau Luise, geborene Poggenpohl (1826–1885), Nachkommen der von Eberhard Bacmeister begründeten Ostfriesischen Linie der Familie Bacmeister.

### Militärkarriere
Bacmeister trat nach dem Schulbesuch und dem Kadettenkorps am 28. Februar 1872 als Sekondeleutnant in das 5. Westfälische Infanterie-Regiment Nr. 53 ein. Ab 19. März 1875 fungiert er als Adjutant des II. Bataillons, dann ab 22. April 1878 als Regimentsadjutant und als solcher wurde Bacmeister am 22. März 1881 Premierleutnant sowie am 26. Mai 1887 Hauptmann. Als solcher war er zwischen 1892 und 1893 Adjutant im Preußischen Kriegsministerium. Nach seiner Beförderung zum Major 1893 wurde er wieder in den Truppendienst versetzt. 1900 erfolgte seine Beförderung zum Oberstleutnant und als solcher 1901 die Ernennung zum Chef einer Abteilung im Preußischen Kriegsministerium. Mit seiner Beförderung zum Oberst 1905 wurde Bacmeister zum Kommandeur des Infanterie-Regiments „Herzog Friedrich Wilhelm von Braunschweig“ (Ostfriesisches) Nr. 78 ernannt.
1907 wurde Bacmeister zunächst zum Generalmajor befördert und als solcher Kommandeur der 84. Infanterie-Brigade in Lahr. Er war dann vom 3. bis 21. März 1910 als Generalleutnant kurzzeitig Kommandeur der 39. Division in Colmar, wurde anschließend als Direktor des Versorgungs- und Justiz-Departments (CD) in das Preußische Kriegsministerium versetzt und war dort zugleich stellvertretender Bevollmächtigter zum Bundesrat. Außerdem war Bacmeister vorsitzendes Mitglied der Direktion des Großen Militärwaisenhauses in Potsdam. Unter Verleihung des Charakters als General der Infanterie wurde Bacmeister am 18. April 1913 zur Disposition gestellt und am 16. Juni 1913 anlässlich des 25-jährigen Regierungsjubiläums von Kaiser Wilhelm II. in den erblichen preußischen Adelsstand erhoben.
Zu Beginn des Ersten Weltkriegs war Bacmeister zunächst im Zentralkomitee des Roten Kreuzes in Berlin tätig, ehe er am 1. September 1914 als z.D.-Offizier zum Kommandierenden General des Stellvertretenden Generalkommandos des VI. Armee-Korps in Breslau eingesetzt wurde. Er übernahm dann am 7. August 1916 die 79. Reserve-Division, die er u. a. bei der Schlacht von Vimy 1917 führte. Dabei gelang es kanadischen Verbänden der britischen Expeditionsstreitkräfte, der deutschen Armee den größten Teil der Höhe abzunehmen.
Unter Verleihung des Roten Adlerordens I. Klasse mit Eichenlaub und Schwertern wurde Bacmeister am 10. März 1918 von seinem Posten abberufen und seine Mobilmachungsbestimmung aufgehoben. Er fungierte dann noch bis Kriegsende als Generalkommissar für die Wehrhaftmachung der deutschen Jugend in der Provinz Brandenburg und Berlin.

### Familie
Er war verheiratet mit Julie Charlotte Vogelsang (1854–1945), mit der er einen bereits als Kind verstorbenen Sohn und drei Töchter hatte. Drei seiner Brüder dienten ebenfalls in hoher Position in der preußischen Armee, darunter der Generalmajor Hugo Karl August Bacmeister.

### Auszeichnungen
- Kronenorden II. Klasse mit Stern[5]
- Preußisches Dienstauszeichnungskreuz[5]
- Komtur I. Klasse des Ordens vom Zähringer Löwen[5]
- Offizierskreuz des Bayerischen Militärverdienstordens[5]
- Komtur II. Klasse des Ordens Philipps des Großmütigen[5]
- Komtur II. Klasse des Friedrichs-Ordens[5]
- Eisernes Kreuz (1914) II. und I. Klasse
- Pour le Mérite am 8. Oktober 1917
- Lippe-Detmold Kriegsverdienstkreuz am 19. Oktober 1916